# 장재영 (기업인)
장재영(1961년 1월 10일~ )은 신세계 대표이사 사장이다.

## 생애
1961년 1월 10일 부산에서 태어나 성균관대학교 신문방송학과를 졸업했다. 신세계 판매촉진부서에 입사해 신세계백화점 마케팅총괄 판촉팀 과장으로 근무했다. 신세계백화점 인천점, 영등포점, 본점, 강남점의 점포영업팀 부장을 맡은 뒤 신세계백화점 미아점 점장으로 자리를 옮겼다. 신세계 백화점부문 마케팅담당 상무를 거쳐 신세계 백화점부문 고객전략본부장과 판매본부장 부사장을 역임했다. 신세계가 백화점부문은 신세계로, 마트부문은 이마트로 기업분할했는데 장재영은 신세계백화점 영업전략실 실장을 맡다가 사장으로 승진했다. 신세계의 ‘마케팅전문가’로 불린다. 50대 초반의 판매본부장 출신이 대표이사로 임명돼 주목을 받았다.
2016년 12월 개장한 국내 최초의 민자 복합환승센터에 있는 ‘동대구복합환승센터’의 대표이사도 겸하고 있다.

## 평가
신세계에서 ‘마케팅전문가’로 손꼽힌다. 입사 초기부터 판매촉진부서로 시작해 마케팅담당, 고객전략본부 등을 두루 거쳤다. 50대 초반에 판매본부장 출신으로 대표이사에 올라 주목을 받았다. 매출과 효율을 가장 중요한 판단기준으로 삼아 종이전단을 없애고 모바일에 힘을 쏟았다. 신년 산행이나 점포개점일 행사를 없애며 실용주의를 강조했다. 직원들과 협력업체들과 적극적 소통에도 나서고 있다. 승진한 직원들의 가정에 과일바구니를 보내고 협력업체 직원들에게 편지를 보내 동반성장 의지를 밝히는 등의 행보가 호평을 받았다.  전 직원들을 대상으로 스트레스 지수를 측정하고 전문적인 심리상담도 실시했다. 템플스테이 프로그램도 만들어 직원들의 정신적 휴식에 신경을 썼다. 중소협력업체들로부터 과도한 계약조건과 수수료를 받지 않는 등 동반성장과 ‘책임경영’을 강조하며 기업이미지 제고에도 힘쓰고 있다.

## 경력
- 1984년 신세계에 입사했다.
- 1997년 신세계 백화점부문 인천점 MD팀 부장을 맡았다.
- 2004년 12월 신세계 백화점부문 미아점 점장에 임명됐다.
- 2005년 12월 신세계 백화점부문 마케팅담당 상무보로 승진했다. 2007년 상무가 됐다.
- 2009년 신세계 백화점부문 고객전략본부장 부사장으로 승진했고 2011년 5월 신세계가 기업분할을 거친 뒤 2012년 신세계 대표이사에 선임됐다.
- 2015년 12월 부사장에서 사장으로 승진했다.
- 2015년 4월부터 동반성장위원회 위원을 겸임하고 있다.

## 학력
- 1979년 2월 부산진고등학교를 졸업했다.
- 1984년 2월 성균관대학교 신문방송학과를 졸업했다.

## 수상
2015년 11월 10일 대기업과 중소기업의 동반성장 추진을 통해 기업 경쟁력 향상과  국가 경제발전에 기여했다는 공로를 인정받아 유통업계 최초로 동탑산업훈장을 수상했다.